# Ola Ström (politiker)
Hans Ola Ström, född 18 juni 1963 i Almby församling i Örebro, är en svensk journalist och politiker.
Ström var för 1991–1994 kommunalråd för Folkpartiet i Örebro kommun och 1994–1998 riksdagsledamot för Örebro läns valkrets. I riksdagen var han bland annat suppleant i justitieutskottet och ordinarie ledamot i utbildningsutskottet. 
Efter en mandatperiod i riksdagen började Ola Ström jobba som informationschef på Örebro universitet. 2000 blev han ledarskribent på Nerikes Allehanda och 2001 politisk redaktör för tidningen. 
Han gick med i Kristdemokraterna 2009 och kandiderade för partiet i riksdagsvalet 2010. Före valet 2014 bytte han tillbaka till Folkpartiet och kandiderade till riksdagen och blev invald i landstinget.
Sedan 2022 är Ola Ström politiskt engagerad för Socialdemokraterna i Hallsbergs kommun. Sedan 2023 är han kommunalråd i kommunen. Han är ovanlig då han varit ledande politiker i två riksdagspartier och nu innehar ett tungt uppdrag i ett tredje parti.
Från 2008 jobbade Ola Ström som kommunikationschef på Fastighetsägarna Mellansverige, från 2014 som kommunchef i Hällefors kommun och sedan 2017 är han sektionssamordnare för kommunikation för Regional utveckling i Region Örebro län.